# Sea Fever
Sea Fever (bra:Contágio em Alto Mar) é um thriller de terror e filme de ficção científica escrito e dirigido por Neasa Hardiman lançado no Festival Internacional de Cinema de Toronto em 5 de setembro de 2019. O filme acompanha a tripulação de uma traineira de pesca abandonada, que se encontra ameaçada por uma infecção parasitária. Foi lançado em vídeo sob demanda (VOD) nos Estados Unidos em 10 de abril de 2020 e no Reino Unido e Irlanda em 24 de abril de 2020. No Brasil, foi lançado pela Elite Filmes no Cinema Virtual em 2021.
Recebeu críticas geralmente positivas, com vários críticos comparando o enredo do filme à pandemia de COVID-19.

## Elenco
- Connie Nielsen como Freya[4]
- Hermione Corfield como Siobhán[4]
- Dougray Scott como Gerard[4]
- Olwen Fouéré como Ciara[4]
- Jack Hickey como Johnny
- Ardalan Esmaili como Omid[4]
- Elie Bouakaze como Sudi

## Produção
Toni Collette foi originalmente escolhida para o papel de Freya. No entanto, problemas de agendamento fizeram com que ela se tornasse indisponível e foi substituída por Connie Nielsen.

## Lançamento
Sea Fever teve sua estreia mundial no Festival Internacional de Cinema de Toronto em 5 de setembro de 2019.
Em 9 de abril de 2020, o filme foi disponibilizado para visualização por meio de uma transmissão ao vivo online hospedada pela distribuidora Gunpowder & Sky's label Dust. O filme deveria ter um lançamento nos cinemas em 10 de abril de 2020, mas foi lançado em vídeo sob demanda (VOD) nessa data nos Estados Unidos. Foi lançado em vídeo sob demanda no Reino Unido e Irlanda em 24 de abril de 2020 pela Signature Entertainment e Wildcard Distribution, respectivamente.

## Recepção
Sea Fever recebeu críticas geralmente positivas, com vários críticos fazendo comparações entre o enredo do filme e a pandemia de COVID-19. No agregador de críticas Rotten Tomatoes, o filme tem uma taxa de aprovação de 86% com base em 91 resenhas, com uma classificação média de 6,79 / 10. O consenso crítico do site diz: "Se Sea Fever nunca esquenta tanto quanto poderia, continua sendo um thriller de ficção científica cativante e bem atuado com elementos de terror eficazes." No Metacritic, o filme tem uma média ponderada pontuação de 60 em 100, com base em 21 críticos, indicando "avaliações mistas ou médias". David Fear da Rolling Stone deu ao filme três e meia de cinco estrelas, escrevendo que, "em meio às composições claustrofóbicas e corredores sombrios e o tique-taque da inevitável doença, Sea Fever deixa de ser um filme de monstro para um exemplo assustadoramente cronometrado de terror pandêmico."